# Campionato Europeo Velocità 2015
Il campionato Europeo Velocità 2015 è stato la trentacinquesima edizione della competizione motociclistica Europea.

## Il contesto
Dopo un 2014 in cui l'unico campionato europeo disputato (nel motocilcismo su pista) è stato quello di Superstock 600, nel 2015 le classi Moto2 e Superbike  vengono disputate nel Campionato Spagnolo Velocità con valore di titolo continentale. Oltre a queste due categorie, e solo nel 2015, viene disputato anche il campionato europeo Superstock 250 su piste del tutto differenti da quelle in terra iberica e in giorni diversi.

## Stagione
La Superstock 250 inizia nel fine settimana del 15/17 maggio presso il circuito di Adria e termina il 13 settembre in Slovacchia al Orechová Potôň per un totale di sei eventi tutti disputati con gara uno e gara due. Oliver König, nonostante diversi cambi di motocicletta, vince sette gare su dodici e conquista il titolo con oltre trenta punti di margine sull'italiano Manuel Torrini su RMU, che vince gara2 a Most. Più staccati gli altri piloti sebbene tutti i classificati siano riusciti a salire sul podio più di una volta.

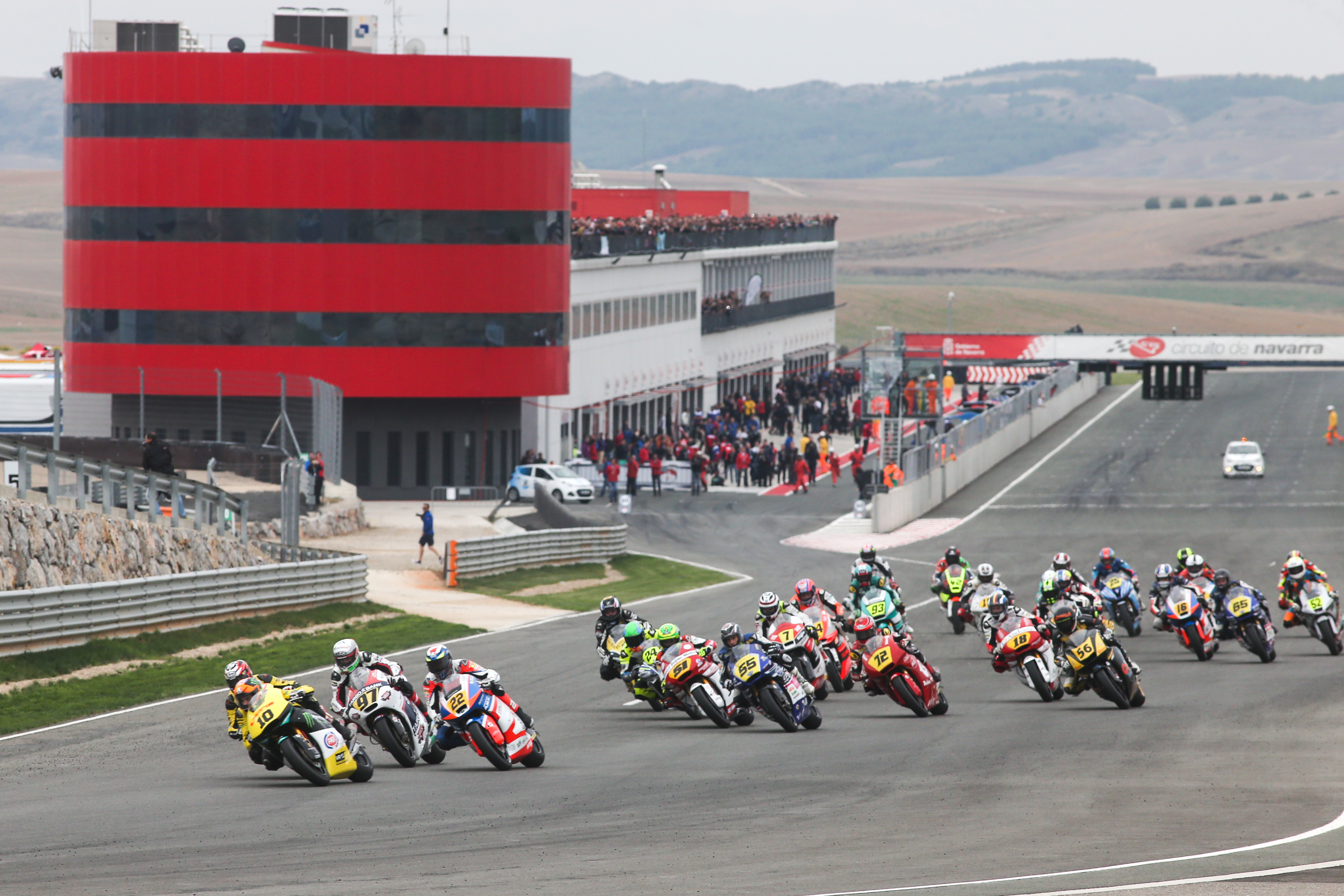
Partenza della Moto2 al Gran Premio di Navarra.

Per quanto concerne le classi  legate al campionato spagnolo la stagione ha inizio nel fine settimana del 25/26 aprile presso il Circuito di Algarve e termina il 15 novembre presso il Circuito di Valencia. Entrambi i campionati si disputano su un totale di undici prove sebbene con un calendario asimmetricoː in alcuni casi la Moto2 disputa un'unica prova e la Superbike due, in altri casi viceversa. I circuiti che ospitano le prove si trovano tutti nella penisola iberica, nella fattispecie sei in Spagna e uno, il primo, in Portogallo a Portimão. 
Nella Moto2 il titolo va a Edgar Pons su Kalex. Pons sale sul podio in tutte le gare del campionato vincendone cinque. A soli undici punti da Pons è vice-campione un altro spagnoloː Xavi Vierge su Tech 3, vincente in sei gare. Terzo, più staccato dai primi due, il compagno di marca di Viergeː il francese Alan Techer che porta a termine, nei punti, tutte le gare in calendario.  Contestualmente alla categoria di cui sopra, scendono in pista piloti alla guida di motociclette derivate dalla serie (nella fattispecie di questa stagione Yamaha, Honda e Kawasaki) che, oltre ad ottenere punti se classificatisi nei primi quindici, prendono parte ad una classifica a parte denominata Stock600 (del tutto differente dal Campionato europeo Superstock 600). Marcos Ramírez, su Yamaha del team Autos Arroyo Pastrana, ottiene il titolo del CEV Stock600 con sette vittorie e un margine di oltre venti punti sul connazionale Abián Santana. Terzo, più staccato, Lanchlan Epis su Kawasaki.
In Superbike vince Carmelo Morales Gómez al suo quinto titolo continentale. Gómez, su Yamaha, porta a termine tutte le gare previste mancando il podio in un'unica occasione, nella quale però chiude al quarto posto. Staccato di oltre 100 punti da Gómez, al secondo posto si classifica Adrián Bonastre Alberola su BMW, terzo il venezuelano Robertino Pietri vincitore di gara1 in Navarra.

## Calendario

### Campionato Europeo 250cc 4 tempi
| Data            | Nazione    | Circuito       | Vincitore gara 1 | Vincitore gara 2 |
| --------------- | ---------- | -------------- | ---------------- | ---------------- |
| 15-17 maggio    | Italia     | Adria          | Filip Salač      | Filip Salač      |
| 29-31 maggio    | Ungheria   | Pannonia-Ring  | Máté Laczko      | Oliver König     |
| 19-21 giugno    | Croazia    | Grobnik        | Filip Salač      | Oliver König     |
| 17-19 luglio    | Rep. Ceca  | Most           | Oliver König     | Manuel Torrini   |
| 8-9 agosto      | Ungheria   | Hungaroring    | Oliver König     | Oliver König     |
| 11-13 settembre | Slovacchia | Orechová Potôň | Oliver König     | Oliver König     |

### Campionato Europeo FIM CEV
| Data                  | Nazione o Regione   | Circuito  | Vincitori   | Vincitori        |
| Data                  | Nazione o Regione   | Circuito  | Moto2       | Superbike        |
| --------------------- | ------------------- | --------- | ----------- | ---------------- |
| 25-26 aprile          | Portogallo          | Algarve   | Edgar Pons  | Kenny Noyes      |
| 25-26 aprile          | Portogallo          | Algarve   | Xavi Vierge | Carmelo Morales  |
| 20-21 giugno          | Catalogna           | Barcelona | Edgar Pons  | Carmelo Morales  |
| 3-5 luglio            | Aragona             | Aragón    | Edgar Pons  | Carmelo Morales  |
| 3-5 luglio            | Aragona             | Aragón    | Edgar Pons  | Carmelo Morales  |
| 4-5 settembre         | Castiglia-La Mancia | Albacete  | Xavi Vierge | Iván Silva       |
| 4-5 settembre         | Castiglia-La Mancia | Albacete  | Xavi Vierge | Carmelo Morales  |
| 2-3 ottobre           | Navarra             | Navarra   | Xavi Vierge | Robertino Pietri |
| 2-3 ottobre           | Navarra             | Navarra   | Edgar Pons  | Carmelo Morales  |
| 31 ottobre-1 novembre | Andalusia           | Jerez     | Xavi Vierge | Carmelo Morales  |
| 31 ottobre-1 novembre | Andalusia           | Jerez     | Xavi Vierge | Carmelo Morales  |
| 14-15 novembre        | Comunità Valenciana | Valencia  | Xavi Vierge | Carmelo Morales  |
| 14-15 novembre        | Comunità Valenciana | Valencia  | Xavi Vierge | Carmelo Morales  |

## Le classi

### Campionato Europeo 250cc 4 tempi

#### Piloti partecipanti
| Nº | Pilota         | Squadra                       | Motocicletta |
| -- | -------------- | ----------------------------- | ------------ |
| 4  | Filip Salač    | Dafit Motoracing              | Moriwaki     |
| 8  | Manuel Torrini | Bierreti Racing               | RMU          |
| 14 | Máté Laczko    | MW Performance                | Moriwaki     |
| 37 | Roman Kucera   | Motoclubbalaz                 | Sherco       |
| 52 | Oliver König   | FiveTwo Racing by Lukáš Pešek | Moro         |
| 52 | Oliver König   | FiveTwo Racing by Lukáš Pešek | Sherco       |
| 52 | Oliver König   | FiveTwo Racing by Lukáš Pešek | Moriwaki     |
| 53 | Petr Svoboda   | RS Technology                 | Moriwaki     |

| Legenda            |
| ------------------ |
| Pilota wildcard    |
| Pilota sostitutivo |

#### Classifica
Fonte:
| Pos. | Pilota         | Moto                   | Italia (bandiera) | Italia (bandiera) | Ungheria (bandiera) | Ungheria (bandiera) | Croazia (bandiera) | Croazia (bandiera) | Rep. Ceca (bandiera) | Rep. Ceca (bandiera) | Ungheria (bandiera) | Ungheria (bandiera) | Slovacchia (bandiera) | Slovacchia (bandiera) | P.ti |
| ---- | -------------- | ---------------------- | ----------------- | ----------------- | ------------------- | ------------------- | ------------------ | ------------------ | -------------------- | -------------------- | ------------------- | ------------------- | --------------------- | --------------------- | ---- |
| 1    | Oliver König   | Moro, Sherco, Moriwaki | 5                 | 2                 | 3                   | 1                   | Rit                | 1                  | 1                    | NP                   | 1                   | 1                   | 1                     | 1                     | 222  |
| 2    | Manuel Torrini | RMU                    | 2                 | 4                 | 2                   | 2                   | 4                  | 2                  | 2                    | 1                    | Rit                 | Rit                 | 2                     | 2                     | 191  |
| 3    | Roman Kucera   | Sherco                 | 4                 | NP                | 5                   | 5                   | Rit                | NP                 | 3                    | 2                    | 2                   | 2                   | 3                     | 3                     | 143  |
| 4    | Petr Svoboda   | Moriwaki               | 3                 | 3                 | 4                   | 4                   | 3                  | 3                  | NV                   | NV                   |                     |                     |                       |                       | 90   |
| 5    | Filip Salač    | Moriwaki               | 1                 | 1                 |                     |                     | 1                  | SQ                 |                      |                      |                     |                     |                       |                       | 75   |
| 6    | Máté Laczko    | Moriwaki               |                   |                   | 1                   | 3                   | 2                  | SQ                 |                      |                      |                     |                     |                       |                       | 61   |
| Pos. | Pilota         | Moto                   | Italia (bandiera) | Italia (bandiera) | Ungheria (bandiera) | Ungheria (bandiera) | Croazia (bandiera) | Croazia (bandiera) | Rep. Ceca (bandiera) | Rep. Ceca (bandiera) | Ungheria (bandiera) | Ungheria (bandiera) | Slovacchia (bandiera) | Slovacchia (bandiera) | P.ti |

| Legenda | 1º posto        | 2º posto            | 3º posto           | A punti      | Senza punti        | Grassetto – Pole position Corsivo – Giro più veloce |
| Legenda | Gara non valida | Non qual./Non part. | Ritirato/Non class | Squalificato | '-' Dato non disp. | Grassetto – Pole position Corsivo – Giro più veloce |

### FIM CEV Moto2

#### Piloti partecipanti
| Nº | Pilota                    | Squadra                            | Motocicletta       |
| -- | ------------------------- | ---------------------------------- | ------------------ |
| 2  | Marco Nekvasil            | Interwetten Fritze Tuning          | FTR M211           |
| 3  | Diego Pérez Zuasti        | MR Griful                          | MVR                |
| 4  | Juan Cárdenas             | Autos Arroyo Pastrana Racing Team  | Yamaha YZF-R6      |
| 7  | Juan Ortiz                | PPRT-Speed Motos                   | Yamaha YZF-R6      |
| 7  | Iker Lecuona              | Swiss Junior Team Moto2            | Suter MMX2         |
| 8  | Thibaut Bertin            | Jeg Racing                         | Suter MMX2         |
| 10 | Luca Marini               | Paginas Amarillas HP40 Junior Team | Kalex Moto2        |
| 11 | Fabrizio Perotti          | Vyrus Racing                       | Vyrus              |
| 12 | Ali Adriansyah Rusmiputro | Pertamina Team Indonesia           | Kalex Moto2        |
| 13 | Jasper Iwema              | MR Griful                          | MVR                |
| 13 | Anthony West              | Interwetten Fritze Tuning          | FTR M211           |
| 14 | Stinius Ødegård           | Team Stinius Viking Racing         | Yamaha YZF-R6      |
| 15 | Thomas Sigvartsen         | Team Nobby H43 Talasur             | H43                |
| 16 | Gabriele Ruiu             | Team Ciatti                        | Kalex Moto2        |
| 18 | Xavier Cardelús           | Promo Racing Team                  | Kalex Moto2        |
| 20 | Dimas Ekky Pratama        | Astra Honda Team Asia              | Kalex Moto2        |
| 21 | Rafa Román                | PPRT-Speed Motos                   | Yamaha YZF-R6      |
| 22 | Federico Fuligni          | Team Ciatti                        | Kalex Moto2        |
| 24 | Marcos Ramírez            | Autos Arroyo Pastrana Racing Team  | Yamaha YZF-R6      |
| 24 | Marcos Ramírez            | Team Stratos                       | Ariane             |
| 25 | Juan Solorza              | GVRacing                           | Yamaha YZF-R6      |
| 62 | Juan Solorza              | Swiss Junior Team Moto2            | Suter MMX2         |
| 28 | Alexandre Soguel          | Swiss Junior Team Moto2            | Suter MMX2         |
| 32 | Max Enderlein             | DVRacing                           | Kalex Moto2        |
| 33 | Lukas Tulovic             | Interwetten Fritze Tuning          | FTR M211           |
| 34 | Adrien Pittet             | Swiss Junior Team Moto2            | Suter MMX2         |
| 38 | Borja Quero               | Autos Arroyo Pastrana Racing Team  | Yamaha YZF-R6      |
| 39 | Daniel Torreño            | PPRT-Speed Motos                   | Honda CBR600RR     |
| 41 | Jorge Arroyo              | Autos Arroyo Pastrana Racing Team  | Yamaha YZF-R6      |
| 42 | Stéphane Frossard         | Swiss Junior Team Moto2            | Suter MMX2         |
| 42 | Stéphane Frossard         | Stef Racing Team                   | Suter MMX2         |
| 43 | Bartolomé Sánchez         | Team Nobby H43 Talasur             | H43                |
| 44 | Steven Odendaal           | AGR Team                           | Kalex Moto2        |
| 46 | Marcel Brenner            | Team Nobby H43 Talasur             | H43                |
| 47 | Marc Buchner              | Team Nobby H43 Talasur             | Kalex Moto2        |
| 50 | Hugo Abadie               | Racing Team VST                    | Yamaha YZF-R6      |
| 51 | Eric Granado              | Promo Racing Team                  | Kalex Moto2        |
| 52 | Corey Turner              | Champi Team                        | FTR M211           |
| 52 | Corey Turner              | Champi Team                        | Suter MMX2         |
| 55 | Alejandro Medina          | Team Stratos                       | Ariane             |
| 56 | Thomas Gradinger          | Cofain Racing Team                 | FTR M211           |
| 57 | Edgar Pons                | Paginas Amarillas HP40 Junior Team | Kalex Moto2        |
| 58 | Pedro Romero              | Target-Yamaha-FMP-Union            | Yamaha YZF-R6      |
| 65 | Nikki Coates              | Team Stratos                       | Ariane             |
| 71 | Maximilian Scheib         | Team Stratos                       | Ariane             |
| 72 | Tetsuta Nagashima         | Teleru TSR                         | Kalex Moto2        |
| 73 | Jacopo Cretaro            | Champi-Midden                      | Yamaha YZF-R6      |
| 74 | Andrés González           | MR Griful                          | MVR                |
| 75 | Ivo Lopes                 | Pequeno Motos                      | Yamaha YZF-R6      |
| 77 | Miquel Pons               | DVRacing                           | Inmotec            |
| 80 | Xavier Pinsach            | MR Griful                          | MVR                |
| 81 | Alex Bernardi             | Bike e Motor Racing Team           | Yamaha YZF-R6      |
| 82 | Bradley Ray               | Vyrus Racing                       | Vyrus              |
| 83 | Lanchlan Epis             | Alba Racing                        | Kawasaki ZX-6R     |
| 84 | Julián Miralles           | Bullit Cuna de Campeones           | Mir Racing         |
| 85 | Abián Santana             | Fricar Team                        | Yamaha YZF-R6      |
| 85 | Abián Santana             | Autos Arroyo Pastrana Racing Team  | Yamaha YZF-R6      |
| 86 | Henning Flathaug          | Flathaug Racing                    | Honda CBR600RR     |
| 89 | Alan Techer               | Team Targobank Motorsport          | Tech 3 Mistral 610 |
| 90 | Lucas Mahias              | Promoto Sport                      | Transfiormers      |
| 93 | Radman Rosli              | Petronas AHM Malaysia              | Kalex Moto2        |
| 94 | Damien Raemy              | Jeg Racing                         | Suter MMX2         |
| 97 | Xavi Vierge               | Team Targobank Motorsport          | Tech 3 Mistral 610 |
| 98 | Christian Palomares       | Autos Arroyo Pastrana Racing Team  | Yamaha YZF-R6      |

| Legenda            |
| ------------------ |
| Pilota wildcard    |
| Pilota sostitutivo |

#### Classifica
Fonte:
| Pos. | Pilota                    | Moto            | Portogallo (bandiera) | Portogallo (bandiera) | Catalogna (bandiera) | Aragona (bandiera) | Aragona (bandiera) | Spagna (bandiera) | Navarra (bandiera) | Navarra (bandiera) | Andalusia (bandiera) | Comunità Valenciana (bandiera) | Comunità Valenciana (bandiera) | P.ti |
| ---- | ------------------------- | --------------- | --------------------- | --------------------- | -------------------- | ------------------ | ------------------ | ----------------- | ------------------ | ------------------ | -------------------- | ------------------------------ | ------------------------------ | ---- |
| 1    | Edgar Pons                | Kalex           | 1                     | 2                     | 1                    | 1                  | 1                  | 2                 | 3                  | 1                  | 3                    | 2                              | 2                              | 237  |
| 2    | Xavi Vierge               | Tech 3          | 2                     | 1                     | Rit                  | 3                  | 2                  | 1                 | 1                  | 2                  | 1                    | 1                              | 1                              | 226  |
| 3    | Alan Techer               | Tech 3          | 6                     | 5                     | 3                    | 7                  | 6                  | 5                 | 2                  | 5                  | 5                    | 5                              | 4                              | 133  |
| 4    | Steven Odendaal           | Kalex           | 3                     | Rit                   | 4                    | 2                  | 3                  | 3                 | Rit                | 6                  | 10                   | 4                              | 7                              | 119  |
| 5    | Luca Marini               | Kalex           | 5                     | 4                     | 2                    | Rit                | 7                  | 4                 | 4                  | 4                  | 4                    | Rit                            | 6                              | 115  |
| 6    | Eric Granado              | Kalex           | 4                     | 3                     | 8                    | 5                  | 5                  | 7                 | Rit                | 3                  | 7                    | 6                              | 5                              | 114  |
| 7    | Tetsuta Nagashima         | Kalex           | 7                     | 6                     | 5                    | 6                  | 8                  | 13                | 5                  | 7                  | 2                    | NP                             | 3                              | 107  |
| 8    | Alejandro Medina Mayo     | Ariane          | 8                     | 7                     | 6                    | 11                 | 9                  | 6                 | 6                  | 9                  |                      | 15                             | Rit                            | 67   |
| 9    | Federico Fuligni          | Suter           | Rit                   | Rit                   | 9                    | 4                  | 4                  | 8                 | Rit                | NP                 | 8                    | 28                             | 8                              | 57   |
| 10   | Thibaut Bertin            | Suter           | 14                    | 31                    | 11                   | 10                 | 10                 | 12                | Rit                | 13                 | 11                   | 8                              | 10                             | 45   |
| 11   | Adrien Pittet             | Suter           | 15                    | 9                     | Rit                  | 18                 | 14                 | Rit               | 7                  | 10                 | NP                   | 11                             | 13                             | 33   |
| 12   | Ramdan Rosli              | Kalex           | 16                    | 22                    | Rit                  | 9                  | Rit                | 9                 | 12                 | 15                 | 13                   | 7                              | Rit                            | 31   |
| 13   | Dimas Ekky Pratama        | Kalex           | 11                    | 29                    | 10                   |                    |                    | Rit               |                    |                    | 12                   | 9                              | 9                              | 29   |
| 14   | Miquel Pons               | Inmotec         | 9                     | 30                    |                      | 14                 | 13                 | 10                | 10                 | Rit                | 17                   | 13                             | 14                             | 29   |
| 15   | Marcos Ramírez            | Yamaha e Ariane | 18                    | 17                    |                      |                    |                    | 14                | 8                  | 11                 | 9                    | 12                             | 16                             | 26   |
| 16   | Xavier Cardelús           | Kalex           | 10                    | Rit                   | Rit                  | 13                 | 11                 | 16                | 13                 | 12                 |                      | 18                             | Rit                            | 21   |
| 17   | Gabriele Ruiu             | Suter           |                       |                       | 7                    | 8                  | Rit                | 28                | Rit                | NP                 | 16                   | 14                             | 15                             | 20   |
| 18   | Iker Lecuona              | Suter           |                       |                       |                      |                    |                    |                   | 9                  | 8                  |                      | Rit                            | 11                             | 20   |
| 19   | Marco Nekvasil            | FTR             | 19                    | 11                    | 12                   | Rit                | 12                 | 11                |                    |                    |                      |                                |                                | 18   |
| 20   | Lucas Mahias              | Transfiormers   |                       |                       |                      |                    |                    |                   |                    |                    | Rit                  | 3                              | Rit                            | 16   |
| 21   | Maximilian Scheib         | Ariane          | 13                    | 8                     | 14                   | 15                 | 15                 | 17                |                    |                    |                      |                                |                                | 15   |
| 22   | Anthony West              | FTR             |                       |                       |                      |                    |                    |                   |                    |                    | 6                    |                                |                                | 10   |
| 23   | Diego Pérez Zuasti        | MVR             | 12                    | 10                    | 16                   |                    |                    |                   |                    |                    |                      |                                |                                | 10   |
| 24   | Thomas Gradinger          | FTR             | Rit                   | 23                    | NP                   | 12                 | Rit                | Rit               | Rit                | 16                 | 14                   | Rit                            | 12                             | 10   |
| 25   | Thomas Sigvartsen         | H43             | 24                    | 19                    | Rit                  | Rit                | 18                 | 20                | 15                 | 19                 | 18                   | 10                             | 21                             | 7    |
| 26   | Julián Miralles Rodríguez | Mir Racing      | 27                    | 21                    | 17                   | 19                 | 19                 | 19                | 11                 | 14                 | 19                   | 16                             | 17                             | 7    |
| 27   | Nikki Coates              | Ariane          | 21                    | 12                    | 13                   | 17                 | 17                 | 24                | 16                 | 22                 | 20                   | 21                             | Rit                            | 7    |
| 28   | Marcel Brenner            | H43             | 25                    | 13                    | Rit                  | 23                 | 22                 | 18                | Rit                | Rit                |                      | NP                             | 25                             | 3    |
| 29   | Max Enderlein             | Kalex           |                       |                       |                      | 20                 | 16                 |                   | 14                 | 18                 | 15                   | 17                             | Rit                            | 3    |
| 30   | Stéphane Frossard         | Suter           | 17                    | 14                    | Rit                  | 22                 | 21                 | 26                | 22                 | 24                 | 21                   | 19                             | 18                             | 2    |
| 31   | Bartolome Sanchez Perez   | H43             | 30                    | 15                    |                      |                    |                    | 21                | 17                 | 20                 |                      |                                |                                | 1    |
| 32   | Marc Buchner              | Kalex           | 22                    | 26                    | 15                   | 21                 | 20                 |                   |                    |                    | 25                   | NP                             | Rit                            | 1    |
| 33   | Juan M. Solorza           | Suter e Yamaha  |                       |                       |                      |                    |                    | 15                | 18                 | 17                 |                      |                                |                                | 1    |
| NC   | Corey Turner              | FTR e Suter     | 26                    | 24                    | 18                   | 16                 | Rit                | 23                | 19                 | 21                 |                      | 20                             | 27                             | 0    |
| -    | Bradley Ray               | Vyrus           | 20                    | 16                    | Rit                  |                    |                    |                   | 23                 | 25                 |                      |                                |                                | 0    |
| -    | Ivo Lopes                 | Yamaha          | 23                    | 18                    |                      |                    |                    |                   |                    |                    |                      |                                |                                | 0    |
| -    | Xavier Pinsach            | MVR             |                       |                       |                      |                    |                    |                   |                    |                    |                      | Rit                            | 19                             | 0    |
| -    | Alexandre Soguel          | Suter           | 32                    | 27                    | 19                   | 25                 | 25                 |                   |                    |                    |                      |                                |                                | 0    |
| -    | Jacopo Cretaro            | Yamaha          |                       |                       |                      |                    |                    |                   |                    |                    |                      | Rit                            | 20                             | 0    |
| -    | Christian Palomares       | Yamaha          |                       |                       |                      |                    |                    |                   | 20                 | Rit                |                      | Rit                            | 22                             | 0    |
| -    | Albián Santana            | Yamaha          | 34                    | 25                    | 20                   | 26                 | 26                 |                   |                    |                    | 24                   | 22                             | 23                             | 0    |
| -    | Andrés González           | MVR             | 28                    | 20                    | Rit                  | Rit                | 23                 |                   |                    |                    |                      |                                |                                | 0    |
| -    | Borja Quero               | Yamaha          |                       |                       |                      |                    |                    |                   | 21                 | 23                 |                      |                                |                                | 0    |
| -    | Henning Flathaug          | Honda           |                       |                       |                      |                    |                    |                   |                    |                    | 22                   | Rit                            | Rit                            | 0    |
| -    | Perdo Romero              | Yamaha          |                       |                       |                      |                    |                    | 22                |                    |                    |                      |                                |                                | 0    |
| -    | Lanchlan Epis             | Kawasaki        |                       |                       |                      |                    |                    | 25                |                    |                    | 23                   | 26                             | 26                             | 0    |
| -    | Damien Raemy              | Suter           | 33                    | 28                    | Rit                  | 24                 | 24                 |                   |                    |                    |                      |                                |                                | 0    |
| -    | Alex Bernardi             | Yamaha          |                       |                       |                      |                    |                    |                   |                    |                    |                      | 25                             | 24                             | 0    |
| -    | Hugo Abadie               | Yamaha          |                       |                       |                      |                    |                    |                   |                    |                    |                      | 24                             | SQ                             | 0    |
| -    | Fabrizio Perotti          | Vyrus           |                       |                       |                      |                    |                    |                   |                    |                    |                      | 27                             | Rit                            | 0    |
| -    | Stinius Ødegård           | Honda           |                       |                       |                      |                    |                    |                   |                    |                    | 27                   | Rit                            | Rit                            | 0    |
| -    | Daniel Torreño            | Honda           |                       |                       | SQ                   |                    |                    | 27                |                    |                    | 26                   |                                |                                | 0    |
| -    | Juan Ortiz                | Yamaha          |                       |                       |                      |                    |                    | Rit               |                    |                    | 28                   |                                |                                | 0    |
| -    | Juan Cárdenas             | Yamaha          |                       |                       |                      |                    |                    |                   |                    |                    | 29                   |                                |                                | 0    |
| -    | Jorge Arroyo              | Yamaha          | 29                    | Rit                   |                      |                    |                    |                   |                    |                    |                      |                                |                                | 0    |
| -    | Jasper Iwema              | MVR             | 31                    | Rit                   |                      |                    |                    |                   |                    |                    |                      |                                |                                | 0    |
| -    | Lukas Tulovic             | FTR             |                       |                       |                      |                    |                    |                   |                    |                    | Rit                  | Rit                            | NP                             | 0    |
| -    | Rafa Román                | Yamaha          |                       |                       |                      |                    |                    |                   |                    |                    | Rit                  |                                |                                | 0    |
| -    | Ali Adriansyah Rusmiputro | Kalex           | Rit                   | Rit                   |                      |                    |                    |                   |                    |                    |                      |                                |                                | 0    |
| Pos. | Pilota                    | Moto            | Portogallo (bandiera) | Portogallo (bandiera) | Catalogna (bandiera) | Aragona (bandiera) | Aragona (bandiera) | Spagna (bandiera) | Navarra (bandiera) | Navarra (bandiera) | Andalusia (bandiera) | Comunità Valenciana (bandiera) | Comunità Valenciana (bandiera) | P.ti |

| Legenda | 1º posto        | 2º posto            | 3º posto           | A punti      | Senza punti        | Grassetto – Pole position Corsivo – Giro più veloce |
| Legenda | Gara non valida | Non qual./Non part. | Ritirato/Non class | Squalificato | '-' Dato non disp. | Grassetto – Pole position Corsivo – Giro più veloce |

#### Classifica Stock600
Fonte:
| Pos. | Pilota              | Moto     | Portogallo (bandiera) | Portogallo (bandiera) | Catalogna (bandiera) | Aragona (bandiera) | Aragona (bandiera) | Spagna (bandiera) | Navarra (bandiera) | Navarra (bandiera) | Andalusia (bandiera) | Comunità Valenciana (bandiera) | Comunità Valenciana (bandiera) | P.ti |
| ---- | ------------------- | -------- | --------------------- | --------------------- | -------------------- | ------------------ | ------------------ | ----------------- | ------------------ | ------------------ | -------------------- | ------------------------------ | ------------------------------ | ---- |
| 1    | Marcos Ramírez      | Yamaha   | 1                     | 1                     |                      |                    |                    | 1                 | 1                  | 1                  |                      | 1                              | 1                              | 175  |
| 2    | Albián Santana      | Yamaha   | 4                     | 3                     | 1                    | 1                  | 1                  |                   |                    |                    | 3                    | 2                              | 4                              | 153  |
| 3    | Lanchlan Epis       | Kawasaki |                       |                       |                      |                    |                    | 3                 |                    |                    | 2                    | 5                              | 6                              | 57   |
| 4    | Juan M. Solorza     | Yamaha   |                       |                       |                      |                    |                    |                   | 2                  | 2                  |                      |                                |                                | 40   |
| 5    | Ivo Lopes           | Yamaha   | 2                     | 2                     |                      |                    |                    |                   |                    |                    |                      |                                |                                | 40   |
| 6    | Christian Palomares | Yamaha   |                       |                       |                      |                    |                    |                   | 3                  | Rit                |                      | Rit                            | 3                              | 32   |
| 7    | Borja Quero         | Yamaha   |                       |                       |                      |                    |                    |                   | 4                  | 3                  |                      |                                |                                | 29   |
| 8    | Daniel Torreño      | Honda    |                       |                       | SQ                   |                    |                    | 4                 |                    |                    | 4                    |                                |                                | 23   |
| 9    | Henning Flathaug    | Honda    |                       |                       |                      |                    |                    |                   |                    |                    | 1                    | Rit                            | Rit                            | 25   |
| 10   | Alex Bernardi       | Yamaha   |                       |                       |                      |                    |                    |                   |                    |                    |                      | 4                              | 5                              | 24   |
| 11   | Jacopo Cretaro      | Yamaha   |                       |                       |                      |                    |                    |                   |                    |                    |                      | Rit                            | 2                              | 20   |
| 12   | Perdo Romero        | Yamaha   |                       |                       |                      |                    |                    | 2                 |                    |                    |                      |                                |                                | 20   |
| 13   | Hugo Abadie         | Yamaha   |                       |                       |                      |                    |                    |                   |                    |                    |                      | 3                              | SQ                             | 16   |
| 14   | Jorge Arroyo        | Yamaha   | 3                     | Rit                   |                      |                    |                    |                   |                    |                    |                      |                                |                                | 16   |
| 15   | Stinius Ødegård     | Honda    |                       |                       |                      |                    |                    |                   |                    |                    | 5                    | Rit                            | Rit                            | 11   |
| 16   | Juan Ortiz          | Yamaha   |                       |                       |                      |                    |                    | Rit               |                    |                    | 6                    |                                |                                | 10   |
| 17   | Juan Cárdenas       | Yamaha   |                       |                       |                      |                    |                    |                   |                    |                    | 7                    |                                |                                | 9    |
| NC   | Rafa Román          | Yamaha   |                       |                       |                      |                    |                    |                   |                    |                    | Rit                  |                                |                                | 0    |
| Pos. | Pilota              | Moto     | Portogallo (bandiera) | Portogallo (bandiera) | Catalogna (bandiera) | Aragona (bandiera) | Aragona (bandiera) | Spagna (bandiera) | Navarra (bandiera) | Navarra (bandiera) | Andalusia (bandiera) | Comunità Valenciana (bandiera) | Comunità Valenciana (bandiera) | P.ti |

| Legenda | 1º posto        | 2º posto            | 3º posto           | A punti      | Senza punti        | Grassetto – Pole position Corsivo – Giro più veloce |
| Legenda | Gara non valida | Non qual./Non part. | Ritirato/Non class | Squalificato | '-' Dato non disp. | Grassetto – Pole position Corsivo – Giro più veloce |

### FIM CEV Superbike

#### Piloti partecipanti
| Nº | Pilota                  | Squadra                               | Motocicletta     |
| -- | ----------------------- | ------------------------------------- | ---------------- |
| 1  | Kenny Noyes             | Kawasaki Palmeto PL Racing            | Kawasaki ZX-10R  |
| 2  | Eric Morillas           | RTM                                   | Yamaha YZF-R1    |
| 5  | Eeki Kuparinen          | Motomarket Racing                     | BMW S1000RR      |
| 4  | Robertino Pietri        | Team Stratos                          | Yamaha YZF-R1    |
| 6  | Juan Eric Gomez         | Jeg Racing                            | Kawasaki ZX-10R  |
| 7  | Daniel Rivas            | Boxmotos.com Easyrace SBK Team        | BMW S1000RR      |
| 8  | Jonathan Hardt          | Ecurie Berga                          | Kawasaki ZX-10R  |
| 11 | Saeed Al Sulaiti        | Qatar Racing Team                     | Kawasaki ZX-10R  |
| 17 | Thierry Mulot           | Ducatimo S.A.                         | Ducati Panigale  |
| 18 | Lucas De Ulacia         | Kawasaki Palmeto PL Racing            | Kawasaki ZX-10R  |
| 19 | Alejandro Gómez         | AE19 Superbike Team                   | Kawasaki ZX-10R  |
| 20 | Juan Antonio Alonso     | Alonsocompeticion Granadilla de Abona | Suzuki GSX-R1000 |
| 22 | Ivan Silva              | Targobank Motorsport                  | BMW S1000RR      |
| 23 | Adrián Bonastre         | Boxmotos.com Easyrace SBK Team        | BMW S1000RR      |
| 24 | Miguel Angel Alarcon    | Targobank Motorsport                  | BMW S1000RR      |
| 28 | Javier Prieto Martinez  | Garrote Racing Team                   |                  |
| 31 | Carmelo Morales         | Yamaha Laglisse                       | Yamaha YZF-R1    |
| 32 | Jari Tuovinen           | 32 Racing                             | Honda CBR1000RR  |
| 33 | Niko Mäkinen            | Team Stratos                          | Yamaha YZF-R1    |
| 34 | Thomas Toffel           | Motos Vionnet                         | BMW S1000RR      |
| 35 | Mario Peru Beranendi    | Egues-Skull                           | BMW S1000RR      |
| 43 | Chris Cotton Russell    | Jeg Racing                            | Kawasaki ZX-10R  |
| 46 | Pierre Texier           | Tex Racing                            | Kawasaki ZX-10R  |
| 49 | Fabien Pachard          | Jeg Racing                            | Kawasaki ZX-10R  |
| 51 | Eric Vionnet            | Motos Vionnet                         | BMW S1000RR      |
| 55 | Marcos Solorza          | Kawasaki Palmeto PL Racing            | Kawasaki ZX-10R  |
| 58 | Michael Møller Pedersen | H43 Team - TMP Racing Sport           | Aprilia RSV4     |
| 64 | Raúl Martínez Alarcón   | Kawasaki Palmeto PL Racing            | Kawasaki ZX-10R  |
| 65 | Ole Bjørn Plassen       | Plassen Roadracing Team               | Ducati Panigale  |
| 66 | Philippe Le Gallo       | Jeg Racing                            | Ducati Panigale  |
| 69 | Juan Mari Melero        | Olias Racing Team                     | Kawasaki ZX-10R  |
| 74 | Kamil Holan             | BMW Motorrad Czech Republic           | BMW S1000RR      |
| 75 | Mika Höglund            | Motomarket Racing                     | BMW S1000RR      |
| 77 | Mikael Marin            | Ecurie Berga                          | Kawasaki ZX-10R  |
| 77 | Maximilian Scheib       | Boxmotos.com Easyrace SBK Team        | BMW S1000RR      |
| 88 | Ricardo Mateus          | RhPerformance 58                      | BMW S1000RR      |
| 89 | Alex Maurin             | Team CMS                              | Kawasaki ZX-10R  |
| 90 | Javier Alvíz            | Jeg Racing                            | Kawasaki ZX-10R  |
| 95 | Mashel Al Naimi         | Qatar Racing Team                     | Kawasaki ZX-10R  |

| Legenda            |
| ------------------ |
| Pilota wildcard    |
| Pilota sostitutivo |

#### Classifica
Fonte:
| Pos. | Pilota                        | Moto     | Portogallo (bandiera) | Portogallo (bandiera) | Catalogna (bandiera) | Aragona (bandiera) | Spagna (bandiera) | Spagna (bandiera) | Navarra (bandiera) | Navarra (bandiera) | Andalusia (bandiera) | Andalusia (bandiera) | Comunità Valenciana (bandiera) | P.ti |
| ---- | ----------------------------- | -------- | --------------------- | --------------------- | -------------------- | ------------------ | ----------------- | ----------------- | ------------------ | ------------------ | -------------------- | -------------------- | ------------------------------ | ---- |
| 1    | Carmelo Morales               | Yamaha   | 2                     | 1                     | 1                    | 1                  | 4                 | 1                 | 3                  | 1                  | 1                    | 1                    | 1                              | 249  |
| 2    | Adrián Bonastre               | BMW      | 9                     | 11                    | 4                    | 5                  | 2                 | 3                 | 12                 | 2                  | 4                    | 3                    | 3                              | 141  |
| 3    | Robertino Pietri              | Yamaha   | 3                     | 3                     | Rit                  | 4                  | 5                 | 4                 | 1                  | 3                  | 9                    | 5                    | Rit                            | 128  |
| 4    | Iván Silva                    | BMW      | 4                     | 4                     | 2                    | 3                  | 1                 | 2                 |                    |                    |                      |                      |                                | 107  |
| 5    | Eeki Kuparinen                | BMW      | 8                     | 10                    | 6                    | 6                  | 6                 | 7                 | 8                  | 7                  | 7                    | 8                    | 9                              | 94   |
| 6    | Pierre Texier                 | Kawasaki | 7                     | 6                     | 7                    | 7                  | 7                 | 8                 | 21                 | 5                  | 11                   | 9                    | 8                              | 85   |
| 7    | Maximilian Scheib             | BMW      |                       |                       |                      |                    |                   |                   | 2                  | Rit                | 2                    | 2                    | 2                              | 80   |
| 8    | Axel Maurin                   | Kawasaki | 6                     | 7                     | 5                    | 9                  | SQ                | 6                 | 17                 | 10                 | Rit                  | 7                    | 7                              | 71   |
| 9    | Miguel Angel Alarcon          | BMW      |                       |                       |                      |                    |                   |                   | 7                  | 4                  | 3                    | 4                    | 4                              | 64   |
| 10   | Kenny Noyes                   | Kawasaki | 1                     | 2                     | 3                    |                    |                   |                   |                    |                    |                      |                      |                                | 61   |
| 11   | Mashel Al Naimi               | Kawasaki |                       |                       | 8                    | 10                 | 3                 | 5                 | 19                 | 8                  | 12                   | 13                   | 11                             | 61   |
| 12   | Jonathan Hardt                | Kawasaki | 10                    | 9                     | Rit                  | 8                  | 11                | 11                | 14                 | Rit                | 5                    | 10                   |                                | 50   |
| 13   | Daniel Rivas Fernandez        | BMW      | 5                     | 5                     | 9                    | 2                  |                   |                   |                    |                    |                      |                      |                                | 49   |
| 14   | Saeed Al Sulaiti              | Kawasaki | 16                    | 15                    | 13                   | 13                 | 12                | NP                | 18                 | 9                  | 8                    | 6                    | 6                              | 46   |
| 15   | Lucas De Ulacia De La Sotilla | Kawasaki | 12                    | 13                    | 15                   | 16                 | Rit               | 14                | 4                  | 13                 | Rit                  | 11                   | 10                             | 37   |
| 16   | Alejandro Esteban Gómez       | Kawasaki | 11                    | 12                    | 10                   |                    | 13                | Rit               | 20                 | 12                 | 6                    | Rit                  | 13                             | 35   |
| 17   | Niko Mäkinen                  | Yamaha   | 17                    | 17                    | 12                   | 14                 | 10                | 12                | 13                 | 11                 | 10                   | 12                   | Rit                            | 34   |
| 18   | Marcos Andres Parada          | Kawasaki |                       |                       |                      |                    | 8                 | 9                 | 9                  | 6                  |                      |                      |                                | 32   |
| 19   | Chris Cotton Russell          | Kawasaki | 14                    | 14                    | 14                   | 15                 | 9                 | Rit               | 6                  | 15                 | 13                   | 16                   | 12                             | 32   |
| 20   | Raúl Martínez Alarcón         | Kawasaki | Rit                   | 19                    | 11                   | 11                 | NP                | 13                |                    |                    | 15                   | 15                   | 14                             | 17   |
| 21   | Ole Bjørn Plassen             | Ducati   | SQ                    | 8                     | Rit                  | Rit                | SQ                | 10                |                    |                    |                      |                      |                                | 14   |
| 22   | Javier Prieto Martinez        | -        |                       |                       |                      |                    |                   |                   | 5                  | 16                 |                      |                      |                                | 11   |
| 23   | Javier Alviz                  | Kawasaki |                       |                       |                      |                    |                   |                   |                    |                    |                      |                      | 5                              | 11   |
| 24   | Juan Mari Melero              | Kawasaki |                       |                       |                      |                    |                   |                   | 10                 | 14                 |                      |                      |                                | 8    |
| 25   | Michael Møller Pedersen       | Aprilia  | 13                    | 18                    | 17                   | 17                 | 14                | 16                | 15                 | 17                 | 14                   | Rit                  | 16                             | 8    |
| 26   | Mario Peru Beramendi          | BMW      |                       |                       |                      |                    |                   |                   | 11                 | 18                 |                      |                      |                                | 5    |
| 27   | Juan Eric Gomez               | Kawasaki |                       |                       |                      | 12                 |                   |                   |                    |                    |                      |                      |                                | 4    |
| 28   | Eric Vionnet                  | BMW      |                       |                       |                      |                    |                   |                   |                    |                    | NP                   | 14                   |                                | 2    |
| 29   | Fabien Parchard               | Kawasaki | 15                    | 16                    |                      |                    |                   |                   |                    |                    |                      |                      |                                | 1    |
| 30   | Ricardo Mateus                | BMW      | 18                    | 21                    | 20                   |                    | 15                | 17                |                    |                    |                      |                      |                                | 1    |
| 31   | Thierry Mulot                 | Ducati   |                       |                       |                      |                    |                   |                   |                    |                    | Rit                  | Rit                  | 15                             | 1    |
| 32   | Erik Morillas                 | Yamaha   |                       |                       |                      |                    | SQ                | 15                | 16                 | Rit                |                      |                      |                                | 1    |
| NC   | Kamil Holan                   | BMW      |                       |                       |                      |                    |                   |                   |                    |                    | 16                   | Rit                  |                                | 0    |
| -    | Philippe Le Gallo             | Ducati   | 20                    | 22                    | Rit                  | 20                 | 16                |                   | 18                 |                    |                      |                      |                                | 0    |
| -    | Mikael Marin                  | Kawasaki |                       |                       | 16                   | 18                 |                   |                   |                    |                    |                      |                      |                                | 0    |
| -    | Mika Höglund                  | BMW      |                       |                       | 19                   | 19                 |                   |                   | NP                 | 19                 | 18                   | Rit                  | 17                             | 0    |
| -    | Thomas Toffel                 | BMW      |                       |                       |                      |                    |                   |                   |                    |                    | 19                   | 17                   |                                | 0    |
| -    | Juan Antonio Alonso           | Suzuki   | 19                    | 20                    | 18                   | Rit                |                   |                   |                    |                    | 17                   | Rit                  |                                | 0    |
| -    | Jari Tuovinen                 | Honda    |                       |                       |                      |                    |                   |                   |                    |                    |                      |                      | Rit                            | 0    |
| Pos. | Pilota                        | Moto     | Portogallo (bandiera) | Portogallo (bandiera) | Catalogna (bandiera) | Aragona (bandiera) | Spagna (bandiera) | Spagna (bandiera) | Navarra (bandiera) | Navarra (bandiera) | Andalusia (bandiera) | Andalusia (bandiera) | Comunità Valenciana (bandiera) | P.ti |

| Legenda | 1º posto        | 2º posto            | 3º posto           | A punti      | Senza punti        | Grassetto – Pole position Corsivo – Giro più veloce |
| Legenda | Gara non valida | Non qual./Non part. | Ritirato/Non class | Squalificato | '-' Dato non disp. | Grassetto – Pole position Corsivo – Giro più veloce |

### Superstock 600

#### Prime cinque posizioni
| Posizione | Pilota                | Motocicletta | Spagna (bandiera) | Spagna (bandiera) | Paesi Bassi (bandiera) | Italia (bandiera) | Portogallo (bandiera) | Italia (bandiera) | Spagna (bandiera) | Francia (bandiera) | Punti |
| --------- | --------------------- | ------------ | ----------------- | ----------------- | ---------------------- | ----------------- | --------------------- | ----------------- | ----------------- | ------------------ | ----- |
| 1         | Toprak Razgatlıoğlu   | Kawasaki     | 1                 | 1                 | 1                      | 1                 | 1                     | 3                 | NP                | 3                  | 157   |
| 2         | Michael Ruben Rinaldi | Kawasaki     | 2                 | 19                | 2                      | Rit               | 2                     | 4                 | 1                 | Rit                | 98    |
| 3         | Federico Caricasulo   | Honda        | 3                 | 2                 | 7                      | Rit               | 3                     | 1                 | NP                |                    | 86    |
| 4         | Augusto Fernández     | Honda        | 8                 | 6                 | 27                     | 10                | 5                     | Rit               | 2                 | 1                  | 80    |
| 5         | Niki Tuuli            | Yamaha       | 5                 | 5                 | 3                      | Rit               | 7                     | 2                 | 5                 | Rit                | 78    |
| Posizione | Pilota                | Motocicletta | Spagna (bandiera) | Spagna (bandiera) | Paesi Bassi (bandiera) | Italia (bandiera) | Portogallo (bandiera) | Italia (bandiera) | Spagna (bandiera) | Francia (bandiera) | Punti |

| Legenda | 1º posto        | 2º posto            | 3º posto            | A punti      | Senza punti        | Grassetto=Pole position Corsivo=Giro più veloce |
| Legenda | Gara non valida | Non qual./Non part. | Ritirato/Non class. | Squalificato | "-" Dato non disp. | Grassetto=Pole position Corsivo=Giro più veloce |

## Sistema di punteggio
| Pos.  | 1  | 2  | 3  | 4  | 5  | 6  | 7 | 8 | 9 | 10 | 11 | 12 | 13 | 14 | 15 | 16> |
| Punti | 25 | 20 | 16 | 13 | 11 | 10 | 9 | 8 | 7 | 6  | 5  | 4  | 3  | 2  | 1  | 0   |